# Metropolitano de Milão
O metropolitano de Milão (em italiano:  Metropolitana di Milano) é o maior sistema de metropolitano da Itália, com cerca de 112 km (outubro 2024), a maioria dos km são subterrâneos. Conta com cinco linhas e 134 estações. É o 5º maior sistema de metro da União Europeia, depois, respetivamente, dos de Madrid, Paris, Barcelona e Berlim.

## História
As primeiras propostas para a construção de uma ferrovia urbana em Milão datam de 1848; porém, as obras começaram somente no ano de 1957. A primeira linha foi inaugurada em 1 de novembro de 1964, ligando as estações de Lotto e Sesto Marelli em uma extensão de 11 km; em 1969, foi inaugurada a segunda linha do sistema. A terceira linha foi inaugurada em 1990, sendo a última parte entregue em 2011. A quarta linha (M5) foi inaugurada em 2013 e a quinta (M4) em 2022.

## Linhas do sistema
com 26,7 km de extensão, liga as estações de Sesto FS e Rho Fiera, com um ramal entre Buonarroti e Bisceglie.
 liga Abbiategrasso e Assago a Gessate, com uma ramal entre Cascina Gobba e Cologno Nord. Possui 39,9 km de vias.
 com 17,3 km de extensão, liga San Donato ao Comasina.
 com 15 km de extensão, liga Linate Aeroporto a San Cristoforo.
 com 12,9 km de extensão, é a mais curta do sistema e liga San Siro ao Bignami.